# Lelé
Manuel Pessanha, mais conhecido como Lelé (Campos dos Goytacazes, 23 de fevereiro de 1918 — Campinas, 16 de agosto de 2003) foi um futebolista brasileiro que atuou como atacante.

## Carreira
Foi profissionalizado pelo Madureira e juntamente com Isaias e Jair Rosa Pinto formou um trio de ataque apelidado de Os Três Patetas. A pedido do técnico Ondino Viera, que começava a reformular o elenco do Vasco em 1943, o Vasco contratou os três de uma só vez.
Lelé era um jogador um tanto lento para atuar na ponta, mas atuava tanto na direita como na esquerda com altivez. Tinha no chute de perna direita um verdadeiro canhão que atemorizava os adversários e foi o artilheiro do Campeonato Carioca de 1945, marcando 13 gols.

## Marchinha do Lelé
Com o sucesso que obteve pelo Vasco da Gama sendo campeão invicto e artilheiro do Campeonato Carioca de 1945, virou marchinha no carnaval de 1946 na voz da cantora Linda Batista com o título “No Boteco do José”.
Vamos lá!

Que hoje é de graça

No boteco do José

Entra homem, entra menino

Entra velho, entra mulher

É só dizer que é vascaíno

E amigo do Lelé

## Títulos
Vasco da Gama
- Campeonato Carioca: 1945, 1947
- Campeonato Sul-Americano de Campeões: 1948
- Taça Centenários de Portugal: 1947
- Torneio Início do Rio de Janeiro: 1944, 1945 e 1948
- Torneio Relâmpago: 1944 e 1946
- Torneio Municipal: 1944, 1945, 1946 e 1947
- Torneio Gérson dos Santos Coelho: 1948

São Paulo
- Campeonato Paulista: 1948[5] e 1949

Ponte Preta
- Campeonato Campineiro: 1951
- Campeonato do Interior: 1951

Seleção Carioca
- Campeonato Brasileiro de Seleções Estaduais: 1943, 1944 e 1946

Seleção Brasileira
- Copa Roca: 1945

### Prêmios individuais
- Artilheiro do Campeonato Carioca de 1945 (13 gols)